# 御在所サービスエリア
御在所サービスエリア（ございしょサービスエリア）は、三重県四日市市にある東名阪自動車道のサービスエリアである。

## 概要
- 1971年（昭和46年）8月9日 - 四日市パーキングエリアとして供用開始。
- 1975年（昭和50年） - パーキングエリアを拡幅し、御在所サービスエリアに改称された[1]。パーキングエリアからサービスエリアへの昇格は稀有なケースである。以後は東名阪道唯一のサービスエリアとして機能している。
- 2010年（平成22年）9月17日 - リニューアル工事が完成し「EXPASA御在所（エクスパーサ御在所）」の愛称がつけられた。
- 2011年（平成23年）3月29日 - 上下線に電気自動車用急速充電器が設置された。利用には事前登録が必要である[2]。
- 2014年（平成26年）6月 - ガソリンスタンドが現在の位置に移転した。
- 2015年（平成27年）1月3日 - 午後7時から翌1月4日午前2時まで、暴走族対策のため閉鎖した[3]。パーキングエリア・サービスエリアの閉鎖は、三重県警察として初めての対応となった[3]。
- 2019年（平成31年）3月17日 - 新名神高速道路 新四日市JCT - 亀山西JCT間が開通。東名阪道を迂回するルートが完成したことにより、開通一か月後のサービスエリア利用者数・売り上げ数ともに前年同月比3割減となった[4]。

## 道路
- E23 東名阪自動車道

## 施設

### 上り線（名古屋方面）
運営：株式会社安全
- 駐車場
  - 大型：41台
  - 小型：290台
  - 障害者用：大型1台、小型3台
- トイレ

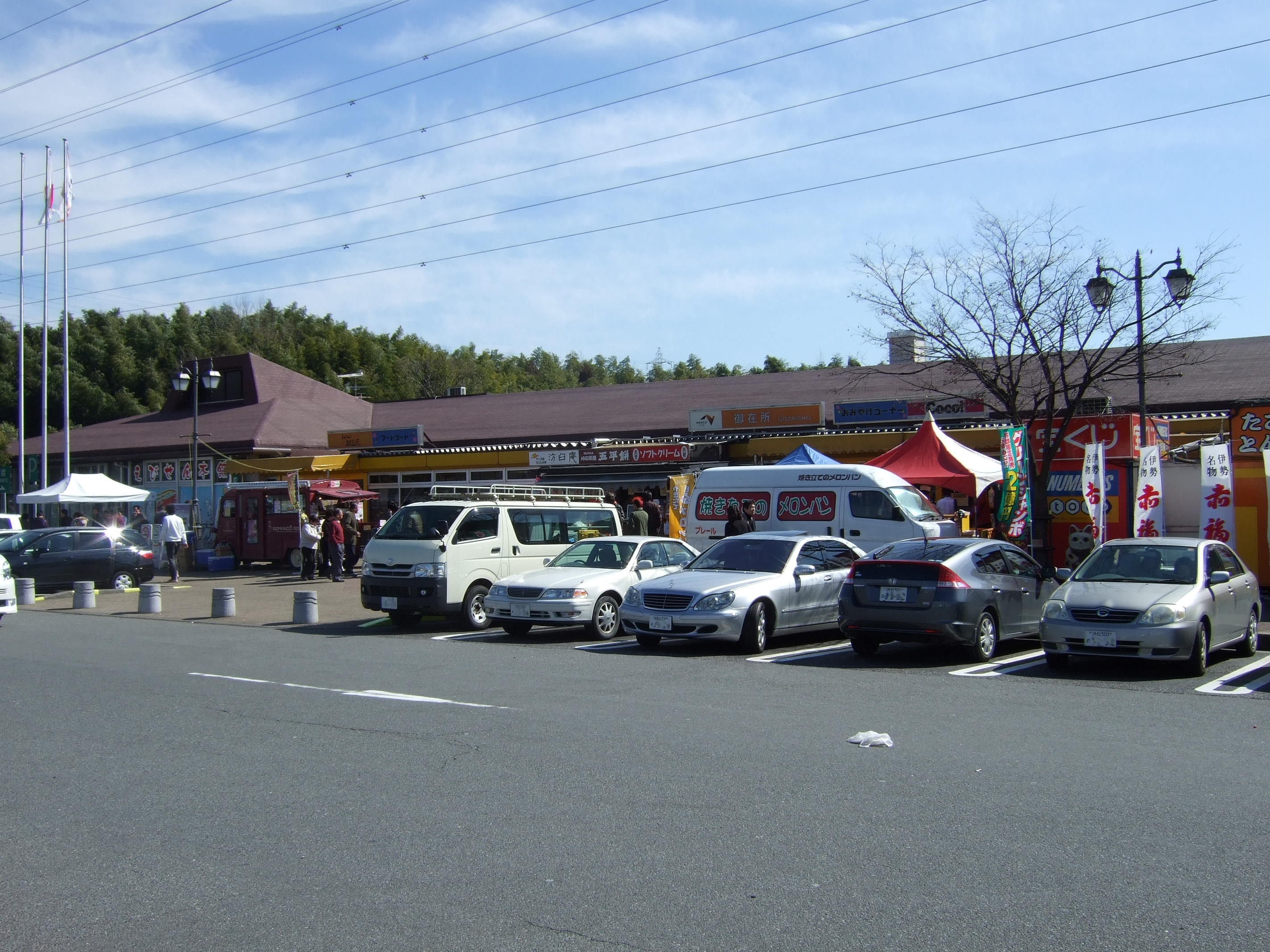
リニューアル工事前の建物

  - 男性：大12(和式2・洋式10)・小26
  - 女性：72(和式4・洋式68)　
  - 幼児用トイレ：2(和式0・洋式2)
  - 多目的トイレ：2
- エリア・コンシェルジュ（平日：8:00 - 18:00、土日祝：8:00 - 19:00）
- レストラン・フードコート
  - グリル&カレー カキヤス（10:00 - 21:00）
  - 開花屋 楽麺荘（8:00 - 22:00）
  - 和洋ダイニング 味蔵（24時間）
  - うどんそば処 彦兵衛（24時間）
  - 赤福茶屋（10:00 - 20:00）
  - 焼丸（8:00 - 20:00）
  - ヤマサちくわ（8:00 - 20:00）
  - 伊賀の里モクモク手づくりファーム（8:00 - 20:00）
  - 鶏三和（8:00 - 20:00）
  - スターバックス（7:00 - 21:00）
- ショップ
  - メイドイントーカイ（8:00 - 20:00）
  - 特選みやげ館（24時間）
  - donut & bakery Un Créer（8:00 - 20:00）
- コンビニエンスストア「ファミリーマート」（24時間）
  - コンビニATM（イーネット）
- 宝くじコーナー（9:00 - 17:00）
- 自動販売機
- ガソリンスタンド（出光興産（西日本宇佐美）、24時間）
- 電気自動車用急速充電器（24時間、要事前登録）
- ぷらっとパーク（24時間、駐車場：小型60台）
- ドッグラン

※ イベントスペースが2か所設けられ、期間限定での販売スペースとなっている。

### 下り線（大阪・伊勢方面）
運営：三岐鉄道
- 駐車場
  - 大型：49台
  - 小型：251台
  - 障害者用：大型1台、小型3台
- トイレ

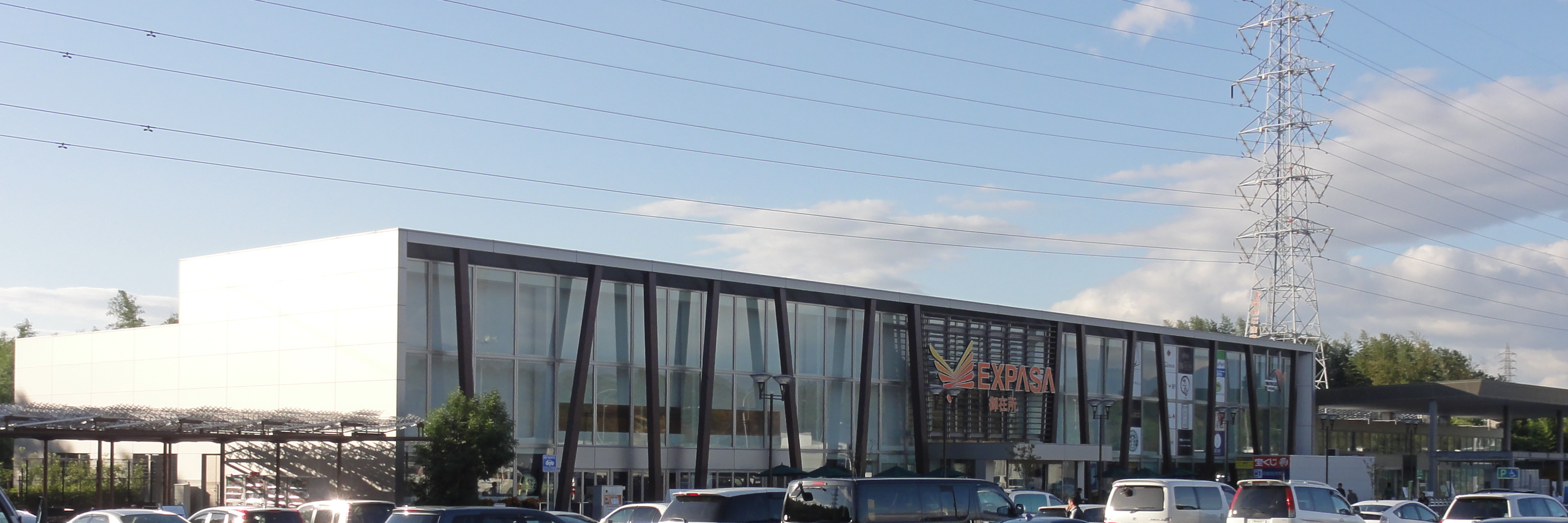
下り施設

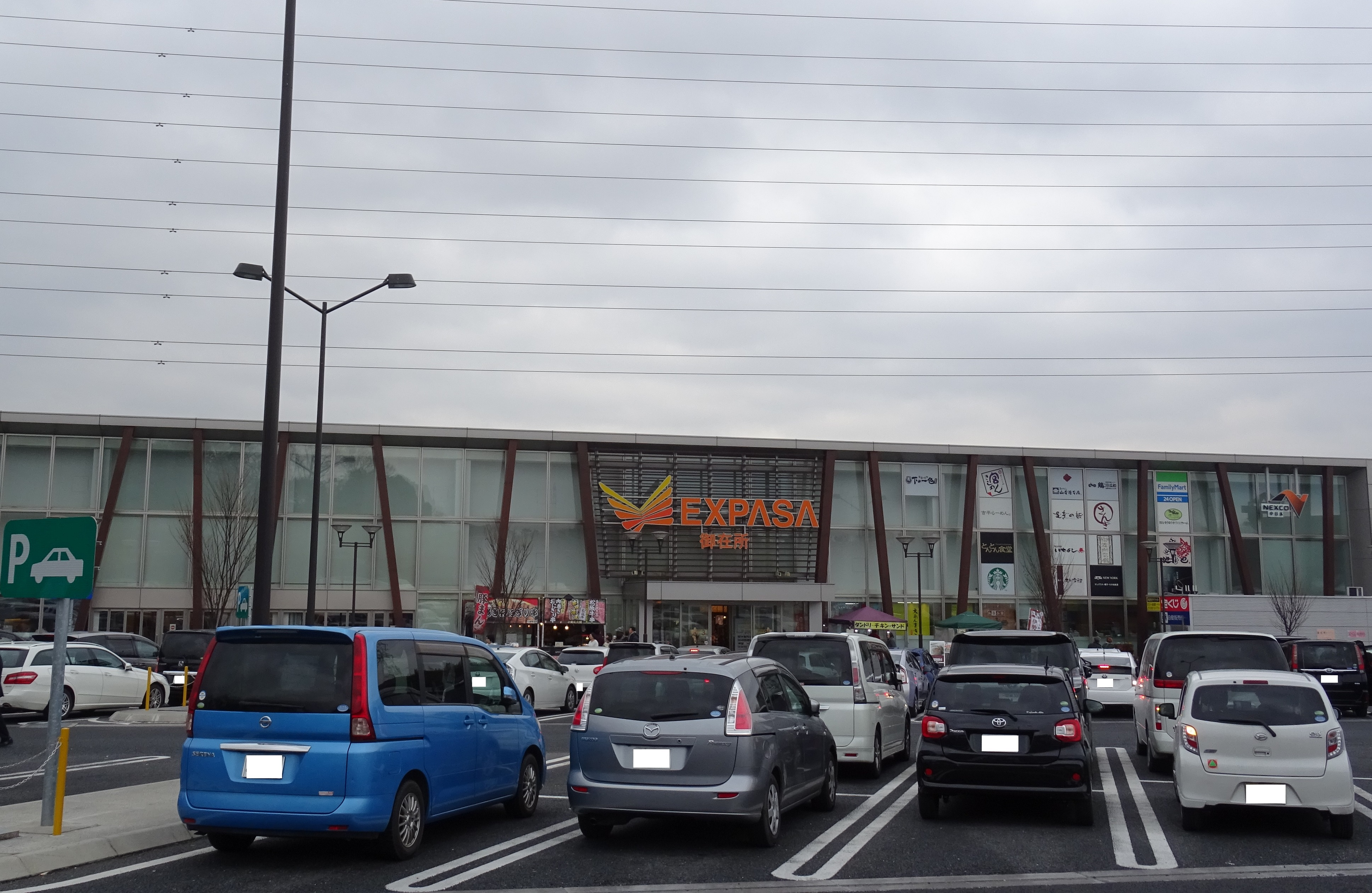
下り施設全景

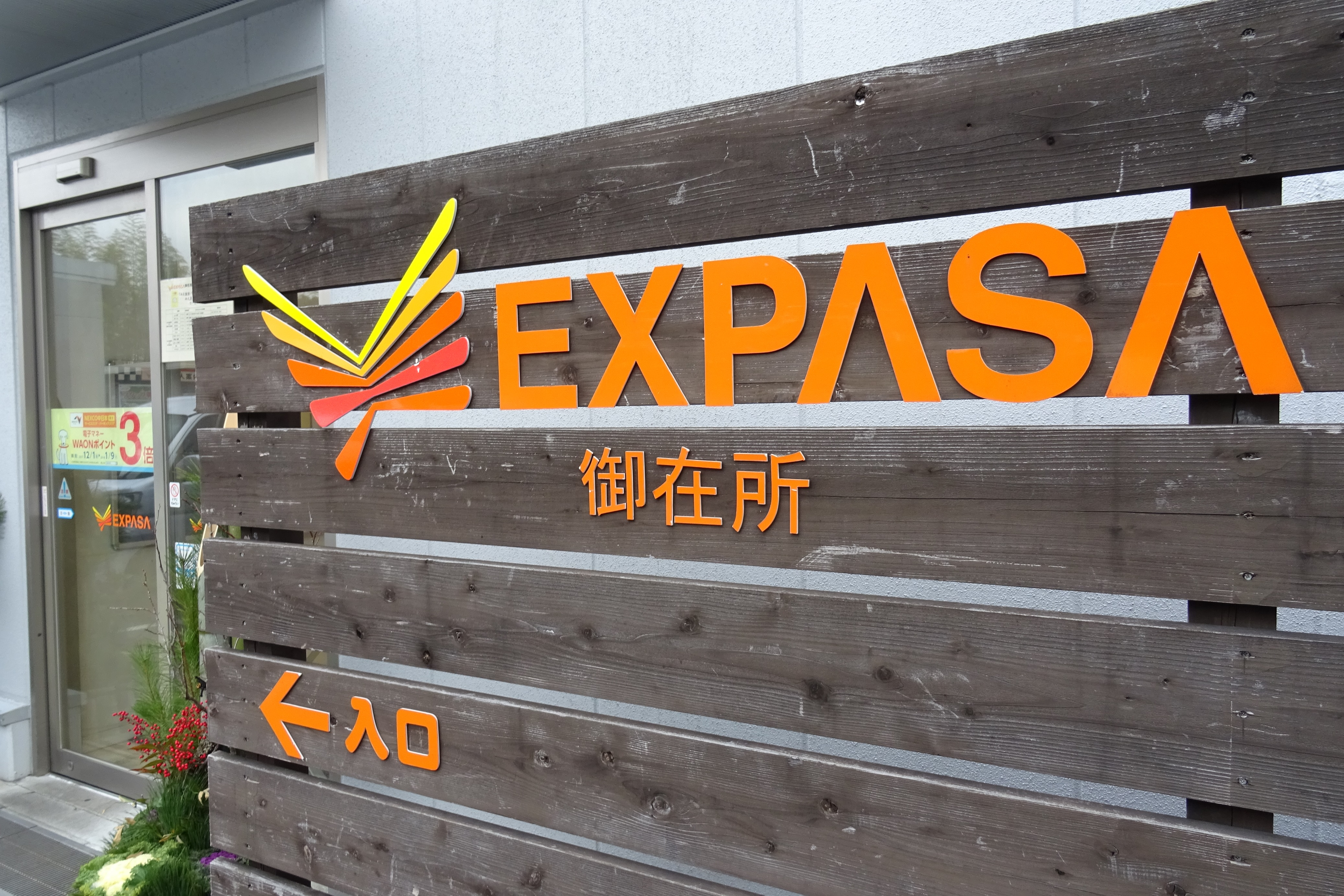
ぷらっとパーク入り口（下り線側）

  - 男性：大12(和式2・洋式10)・小24
  - 女性：64(和式4・洋式60)
  - 幼児トイレ：2(和式0・洋式2)
  - 多目的トイレ：2
- エリア・コンシェルジュ（平日：8:00 - 18:00、土日祝：7:00 - 18:00）
- フードコート
  - 鶏三和（8:00 - 21:00）
  - 山本屋本店（8:00 - 22:00）
  - 吉平らーめん（24時間）
  - とんとん食堂（24時間）
  - 四代目一八（8:00 - 21:00）
  - 伊賀の里 モクモク手づくりファーム（8:00 - 20:00）
  - 地雷也紅白茶寮（8:00 - 20:00）
  - 藤田屋（8:00 - 20:00）
  - いちよし（8:00 - 20:00）
  - 柿次郎（7:00 - 20:00）
  - スターバックス（7:00 - 21:00）
- ショップ
  - むぎの蔵（7:00 - 19:00）
  - ジェリコ堂/大餡吉日（8:00 - 20:00）
  - さんぎ（24時間）
  - i ZONE NEW YORK（8:00 - 20:00）
- コンビニエンスストア「ファミリーマート」（24時間）
  - コンビニATM（イーネット）
- 宝くじコーナー（8:00 - 17:00）
- 自動販売機
- ガソリンスタンド（出光興産（三永産業）、24時間）
- 電気自動車用急速充電器（24時間、要事前登録）
- ぷらっとパーク（24時間、駐車場：小型6台）
- ドッグラン

※ 亀山方面への出口は、渋滞の発生原因ともなりうる急な合流を避けるため、「ゆとり車線」として2 km先まで合流車線を設けている。

## 隣
E23 東名阪自動車道
(30) 四日市東IC - 御在所SA - (31) 四日市IC